# CCL4L2
CCL4L2 (англ. C-C motif chemokine ligand 4 like 2) – білок, який кодується однойменним геном, розташованим у людей на короткому плечі 17-ї хромосоми. Довжина поліпептидного ланцюга білка становить 92 амінокислот, а молекулярна маса — 10 166.
| 10         |  | 20         |  | 30         |  | 40         |  | 50         |
| ---------- |  | ---------- |  | ---------- |  | ---------- |  | ---------- |
| MKLCVTVLSL |  | LVLVAAFCSL |  | ALSAPMGSDP |  | PTACCFSYTA |  | RKLPRNFVVD |
| YYETSSLCSQ |  | PAVVFQTKRG |  | KQVCADPSES |  | WVQEYVYDLE |  | LN         |

A: Аланін

C: Цистеїн

D: Аспарагінова кислота

E: Глутамінова кислота

F: Фенілаланін

G: Гліцин

K: Лізин

L: Лейцин

M: Метіонін

N: Аспарагін

P: Пролін

Q: Глутамін

R: Аргінін

S: Серин

T: Треонін

V: Валін

W: Триптофан

Кодований геном білок за функцією належить до цитокінів. 
Задіяний у таких біологічних процесах, як запальна відповідь, хемотаксис, альтернативний сплайсинг. 
Секретований назовні.